# Ko e Iki he Lagi
Ko e Iki he Lagi (O Senhor no Paraíso) é o hino nacional de Niue e foi adotado em 1974.